# Cotoneaster saxatilis
Cotoneaster saxatilis är en rosväxtart som beskrevs av Antonina Ivanovna Pojarkova. Cotoneaster saxatilis ingår i släktet oxbär, och familjen rosväxter. Inga underarter finns listade i Catalogue of Life.